# 서부 계획
서부 계획(영어: Western Design)은 1654년부터 1660년까지 이어진 잉글랜드-스페인 전쟁 중 스페인령 서인도 제도에 대한 잉글랜드의 원정이었다.
올리버 크롬웰이 아메리카에서 스페인의 지배를 종식시키려는 야심찬 계획의 일환이었던 이 병력은 보급품이 부족하고 훈련이 제대로 되어 있지 않았다. 지상군 사령관인 로버트 베나블스와 제독 윌리엄 펜 (1621년) 사이에 지휘권이 나뉘었고, 두 사람의 관계는 빠르게 나빠져 서로를 불신하고 의심했다. 히스파니올라섬 공격은 실패했지만, 잉글랜드는 이후 자메이카를 점령하고 잉글랜드 공화국령으로 주장했다.

## 배경
원정의 목적은 스페인령 서인도 제도를 공격하고 카리브 제도에 영구적인 기지를 확보하여 잉글랜드 함선이 누에바에스파냐와 유럽 본토 사이의 무역로를 위협할 수 있도록 하는 것이었다. 1630년, 동일한 목표로 프로비던스섬 회사가 설립되었는데, 이는 니카라과 연안의 청교도 식민지였으나 1641년에 포기되었다.
1654년 6월 국무원에서 처음 논의된 "계획"은 이 지역의 전문가로 여겨지던 전 선교사 토마스 게이지의 상당한 의견을 반영했다. 그는 히스파니올라섬과 쿠바의 스페인 식민지가 방어가 허술하여 결연한 병력에 의해 쉽게 점령될 수 있다고 주장했으나, 이는 잘못된 조언으로 판명되었다.
이 계획은 프로비던스 식민지에 관여했던 올리버 크롬웰이 주로 주도했다. 1652년부터 1654년까지 이어진 제1차 영국-네덜란드 전쟁을 종식시킨 협상에서 그는 개신교 네덜란드 공화국과 잉글랜드 공화국 간의 연합을 제안했다. 유럽에서 가장 강력한 두 해군을 합치면 무역을 통제하고 가톨릭 군주국인 프랑스 왕국과 스페인 제국에 조건을 지시할 수 있을 것이며, 서부 계획은 아메리카에서 스페인을 축출함으로써 이 과정을 시작할 것이었다. 네덜란드는 거절했지만 크롬웰은 "섭리"가 자신 편이라는 확신을 가지고 진행했고, 이 믿음은 이후의 실패가 그에게 큰 영향을 미치게 되었다.

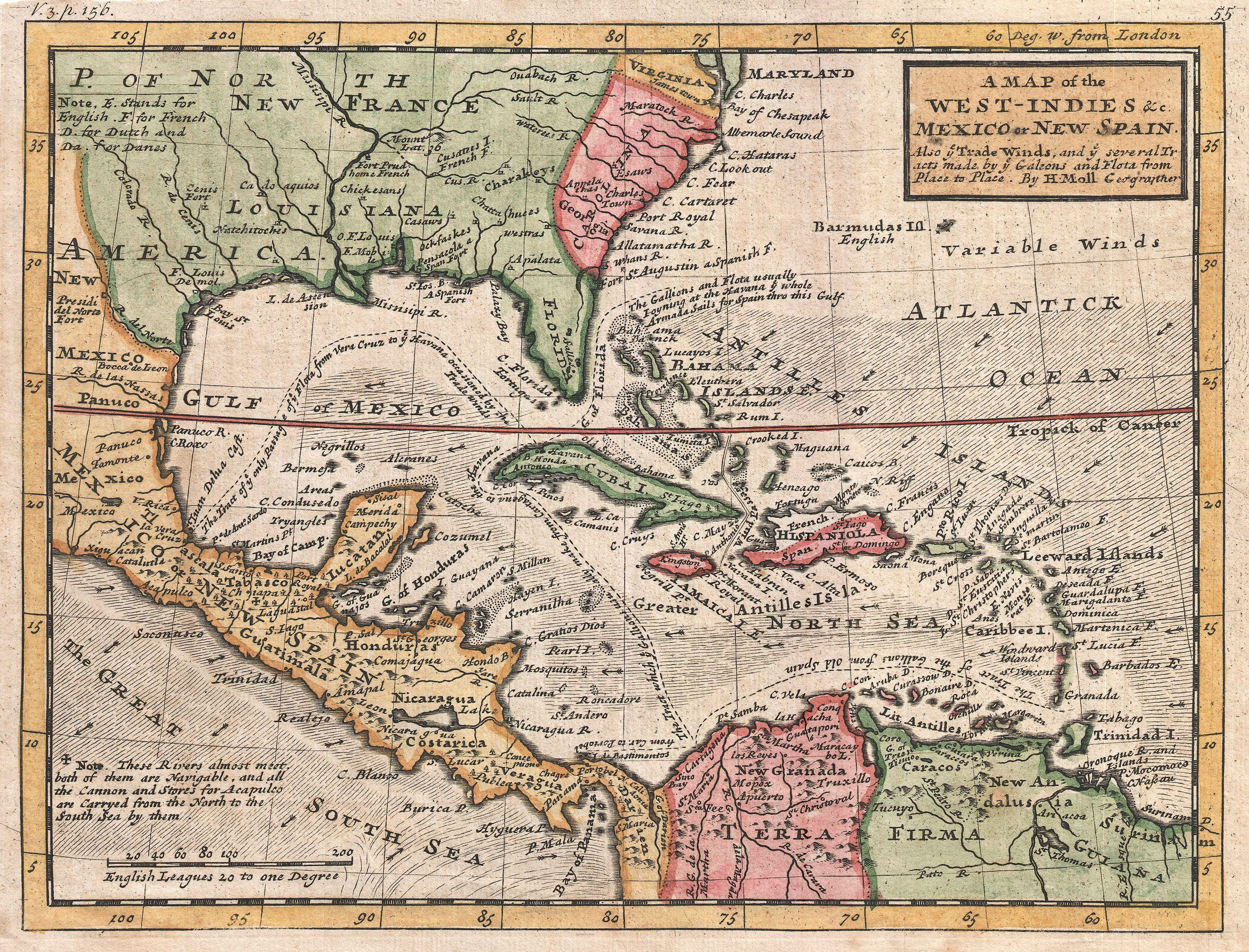
1732년 서인도 제도와 카리브 제도 지도

크롬웰의 매제인 존 데스버러 휘하의 위원회가 병참을 감독했다. 네덜란드 전쟁이 끝나면서 신모범군이 감축되고 있었고, 원정은 여유 병력을 고용할 기회를 제공했다. 그러나 질병으로 악명 높은 지역에서 복무하려는 병사는 상대적으로 적었다. 잉글랜드에서 출항한 2,500명의 병력 중 대다수는 훈련받지 않은 신병이었다. 이들은 삼왕국 전쟁의 베테랑으로, 아일랜드에서 4년간의 종종 잔혹한 전역을 마치고 최근 귀환한 로버트 베나블스가 이끌었다. 크롬웰에게 높이 평가되었음에도 불구하고, 이 병력의 열악한 상태에 대한 그의 불평은 무시되었다.
베나블스는 18척의 전함과 20척의 수송선을 보유한 함대 사령관인 윌리엄 펜 (1621년) 제독과 지휘권을 공유했다. 그 역시 경험 많고 유능한 장교였지만, 공동 지휘는 두 사람 사이에 마찰과 상호 적대감을 유발했다. 이들은 바베이도스 총독인 대니얼 설과 두 명의 민간 위원, 즉 전 플리머스 식민지 총독 에드워드 윈슬로와 그레고리 버틀러와 동행했는데, 이들은 점령된 토지의 식민지화를 감독하기로 되어 있었다.

## 원정

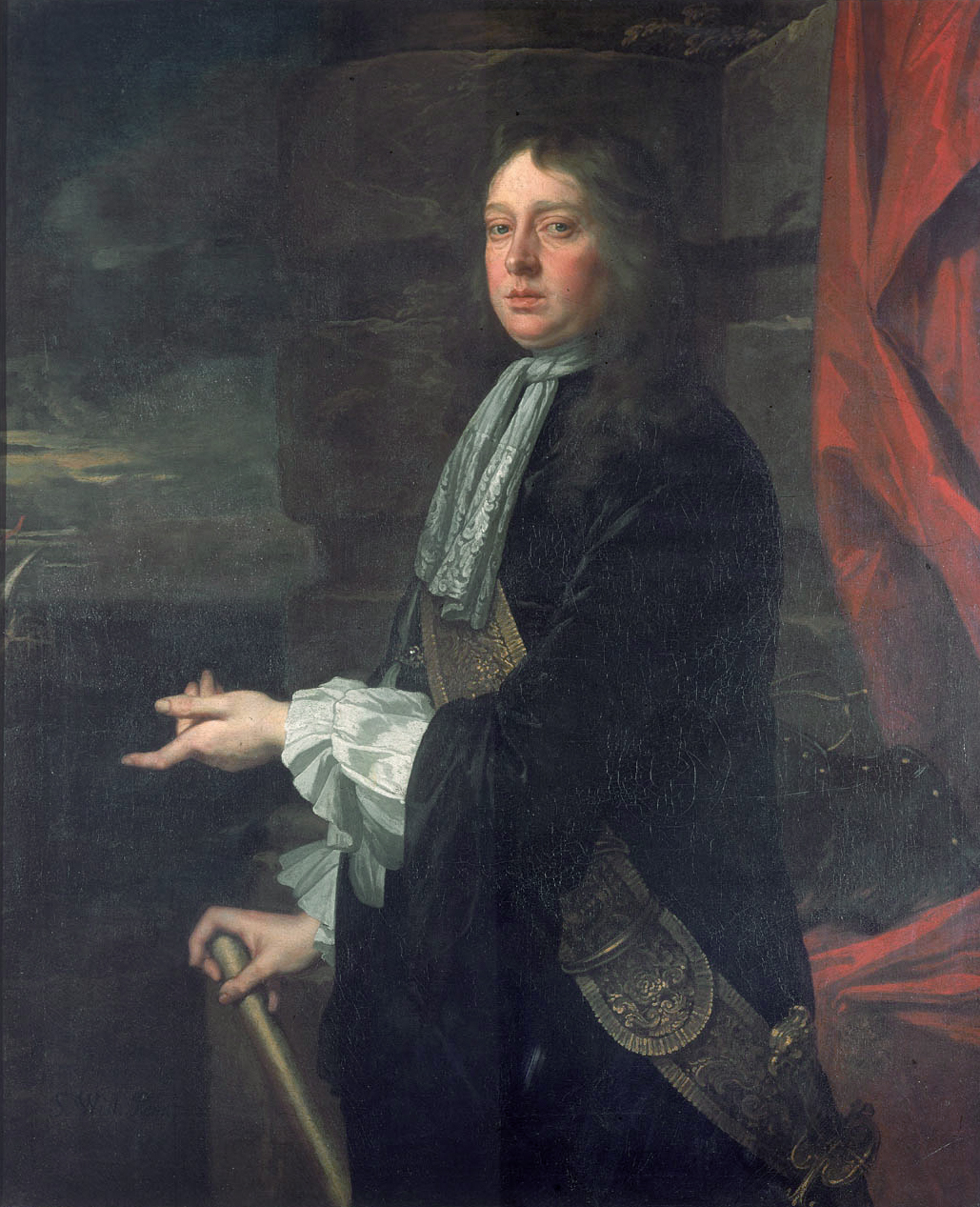
로버트 베나블스와의 공동 지휘가 재앙으로 판명된 윌리엄 펜 제독

함대는 1654년 12월 말 포츠머스를 떠나 한 달 후 바베이도스에 도착했다. 바베이도스, 몬세라트, 네비스, 세인트키츠 식민지의 계약 하인 및 자유민 자원자들로부터 3천에서 4천 명의 추가 병력을 모집하여 원래 5개 연대의 병력을 각 1,000명으로 채우고 6번째 연대를 결성했다. 병력 수는 인상적이었지만, 이들은 훈련되지 않고 규율이 형편없었다. 게다가 보급품이 부족해졌고, 공동 사령관 펜과 베나블스는 서로 다투고 있었다. 민간 위원들이 공격할 스페인 식민지를 약탈하지 말고 이후 잉글랜드 식민지화를 위해 온전히 보존해야 한다고 명시하자 병사들의 사기는 더욱 떨어졌다.
현재 아이티와 도미니카 공화국이 있는 섬인 주요 목표인 히스파니올라섬에 대한 공격은 1655년 4월에 격퇴되었고, 잉글랜드군은 질병으로 인해 막대한 손실을 입었다. 5월에는 방어가 허술한 자메이카 섬을 점령했지만, 전반적으로 원정은 목표를 달성하지 못했다.

## 여파
베나블스와 펜은 실패의 책임을 서로에게 돌리려 각자 다른 배를 타고 서둘러 잉글랜드로 돌아왔다. 그들은 탈영 혐의로 기소되어 군에서 해임되었다. 펜은 1660년 잉글랜드 왕정복고 이후 해군에 복귀했지만, 이는 베나블스의 경력을 끝냈다.
망명 중이던 찰스 2세는 1656년 브뤼셀 조약 (1656년)에서 스페인으로부터 점령한 영토를 반환하는 데 동의했지만, 1660년 왕정복고 이후 이 약속을 이행하지 않았고 섬은 왕실 소유로 유지되었다.
잉글랜드에게 자메이카는 "스페인 제국의 심장에 겨눈 단검"이 될 것이었지만, 사실 그 당시에는 경제적 가치가 거의 없는 소유지였다. 스페인군이 자메이카를 탈환하려는 여러 번의 시도에도 불구하고, 그들은 1670년에 공식적으로 섬을 할양했으며, 섬은 1962년 독립할 때까지 300년 넘게 영국의 지배를 받았다.

## 자료
- Harrington, Matthew Craig (2004). 《"The Worke Wee May Doe in the World": the Western Design and the Anglo-Spanish Struggle for the Caribbean, 1654–1655》 (PDF). 《Florida State University Libraries, Electronic Theses, Treatises and Dissertations》 (PHD) (Florida State University).
- Kupperman, Karen (2007). 〈Providence Island Company〉. 《옥스포드 영국 인명 사전》 온라인판. 옥스포드 대학교 출판부. doi:10.1093/ref:odnb/95346. (Subscription 또는 UK 공공도서관 회원 필수.)
- Pestana, Carla Gardina (2005). 《English Character and the Fiasco of the Western Design》. 《Early American Studies》 3. 1–31쪽. doi:10.1353/eam.2007.0021. JSTOR 23546511. S2CID 145803973.
- Plant, David. “The Western Design 1655”. 《BCW Project》. 2020년 12월 13일에 확인함.
- Plant, David. “Biography of John Disbrowe”. 《bcw-project.org》. 2019년 6월 12일에 확인함.
- Venning, Timothy. “Cromwell's Foreign Policy and the Western Design”. 《olivercromwell.org》. Cromwell Association. 2019년 6월 12일에 확인함.